# Bagru
Bagru è una suddivisione dell'India, classificata come municipality, di 22.089 abitanti, situata nel distretto di Jaipur, nello stato federato del Rajasthan. In base al numero di abitanti la città rientra nella classe III (da 20.000 a 49.999 persone).

## Geografia fisica
La città è situata a 26° 48' 30 N e 75° 32' 37 E e ha un'altitudine di 340 m s.l.m..

## Società

### Evoluzione demografica
Al censimento del 2001 la popolazione di Bagru assommava a 22.089 persone, delle quali 11.571 maschi e 10.518 femmine. I bambini di età inferiore o uguale ai sei anni assommavano a 3.954, dei quali 2.064 maschi e 1.890 femmine. Infine, coloro che erano in grado di saper almeno leggere e scrivere erano 11.592, dei quali 7.634 maschi e 3.958 femmine.